# Favipiravir
Favipiravir, ook bekend als T-705, is een experimenteel anti-viraal middel tegen veel RNA-virussen. Het is in een aantal landen geregistreerd als Avigan®. Net als een aantal andere experimentele antivirale middelen (T-1105 en T-1106), is het een pyrazinecarboxamide-derivaat. Favipiravir werkt tegen griepvirussen, westnijlvirus, gele koorts, mond-en-klauwzeer en andere flavivirussen, arenavirussen, bunyavirussen en arbovirussen.
Het werkingsmechanisme houdt verband met de selectieve remming van virale RNA-afhankelijke RNA-polymerase. Favipiravir remt de RNA of DNA synthese in zoogdiercellen niet en is niet giftig voor zoogdieren.
Op 25 augustus 2014 werd bekend dat de Japanse overheid het middel als experimenteel medicijn heeft aangeboden voor de bestrijding van het ebolavirus. Op 19 oktober 2014 werd bekend dat de Spaanse verpleegster Teresa Romero wellicht met behulp van dit middel genezen is van het ebolavirus. Het wordt nu uitgeprobeerd in Guinee. Het bleek in februari 2015 matig effectief, vooral bij niet al te zwaar geïnfecteerde patiënten.
Op 10 Oktober 2020 werd bekendgemaakt dat het middel mogelijk ook een remmende werking heeft op het SARS-Cov-2 virus. Initiële proeven toonden een zeer beperkte verspreiding van het virus indien toegediend aan hamsters die op voorhand behandeld waren met een hoge dosis Favipiravir.